# Андлау (род)
Андлау или Андлав (нем. Andlau, Andlaw) — древний немецкий дворянский род, происходящий из Эльзаса — региона на северо-востоке Франции, граничащем с Германией и Швейцарией, где есть замок и город, носящие название Андлау (нем. Andlau).

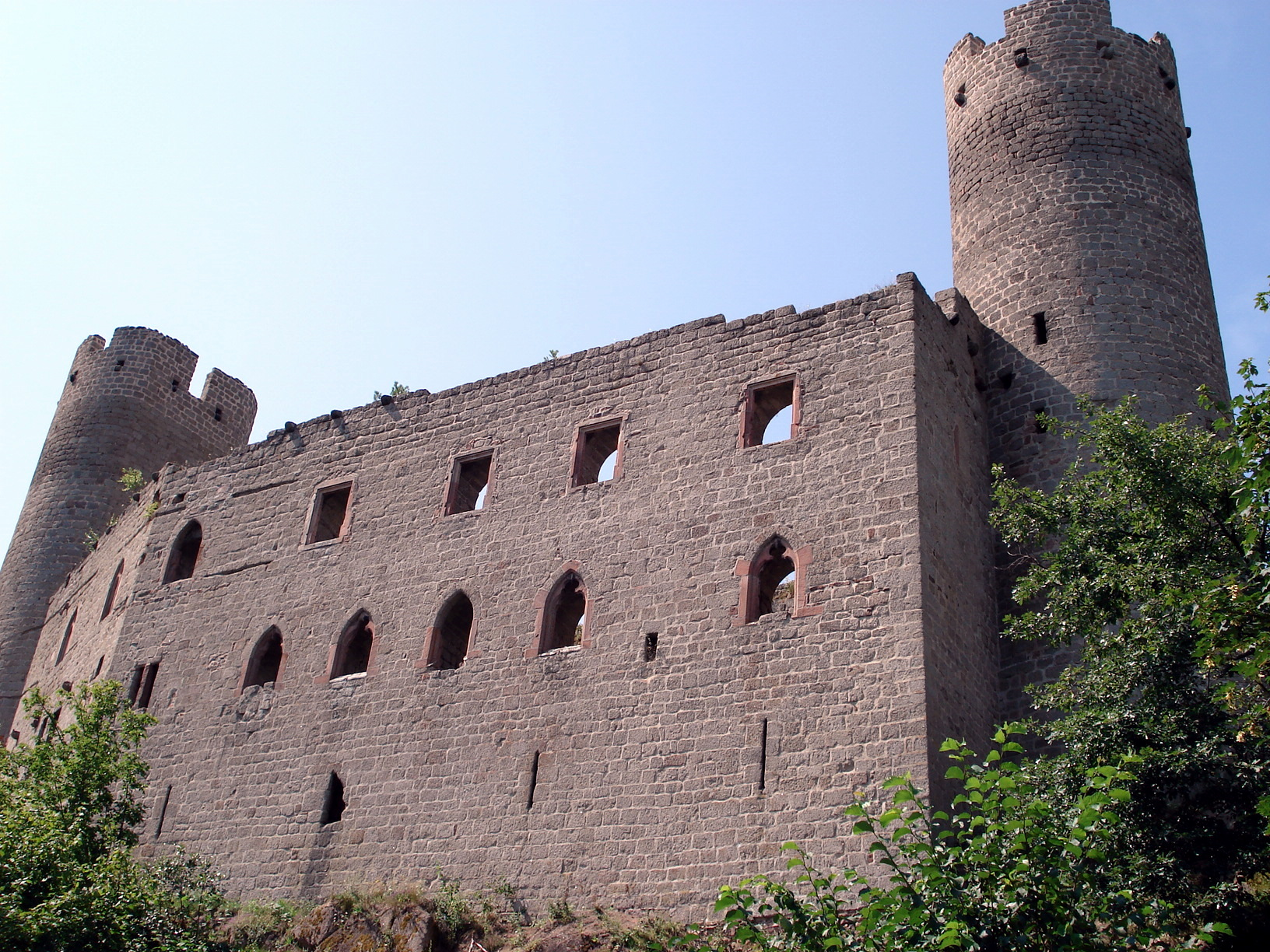
Родовой замок

Существует несколько линий, на которые распался со временем род Андлау, которые поселились в Германии, Франции и Швейцарии.
Пётр Андлау в 1460 году был профессором канонического права и вице-канцлером Базельского университета, в 1475 году — деканом (в то время — «сениор») юридического факультета; приблизительно к 1460 году относится его сочинение De imperio Romano Germanico (изд. Фрегером, Страсбург, 1603 и 1612; Нюрнберг, 1657), составляющее первый опыт построения теории немецкого государственного права.
В 1676 году император Священной Римской империи Леопольд I даровал фамилии Андлау дворянство, возведя её в титул баронов.
В настоящее время существуют только две мужские графские линии рода:
1. линия Малая Ландаусская, с 1750 возведённая в графское достоинство Людовиком XV и навсегда поселившаяся во Франции;
2. линия Гомбургская, возведённая в 1817 году в графское Австрийской империи достоинство, представителем которой в Эльзасе и Бадене был, в частности, Оттон Андлав (р. 7 сентября 1811).

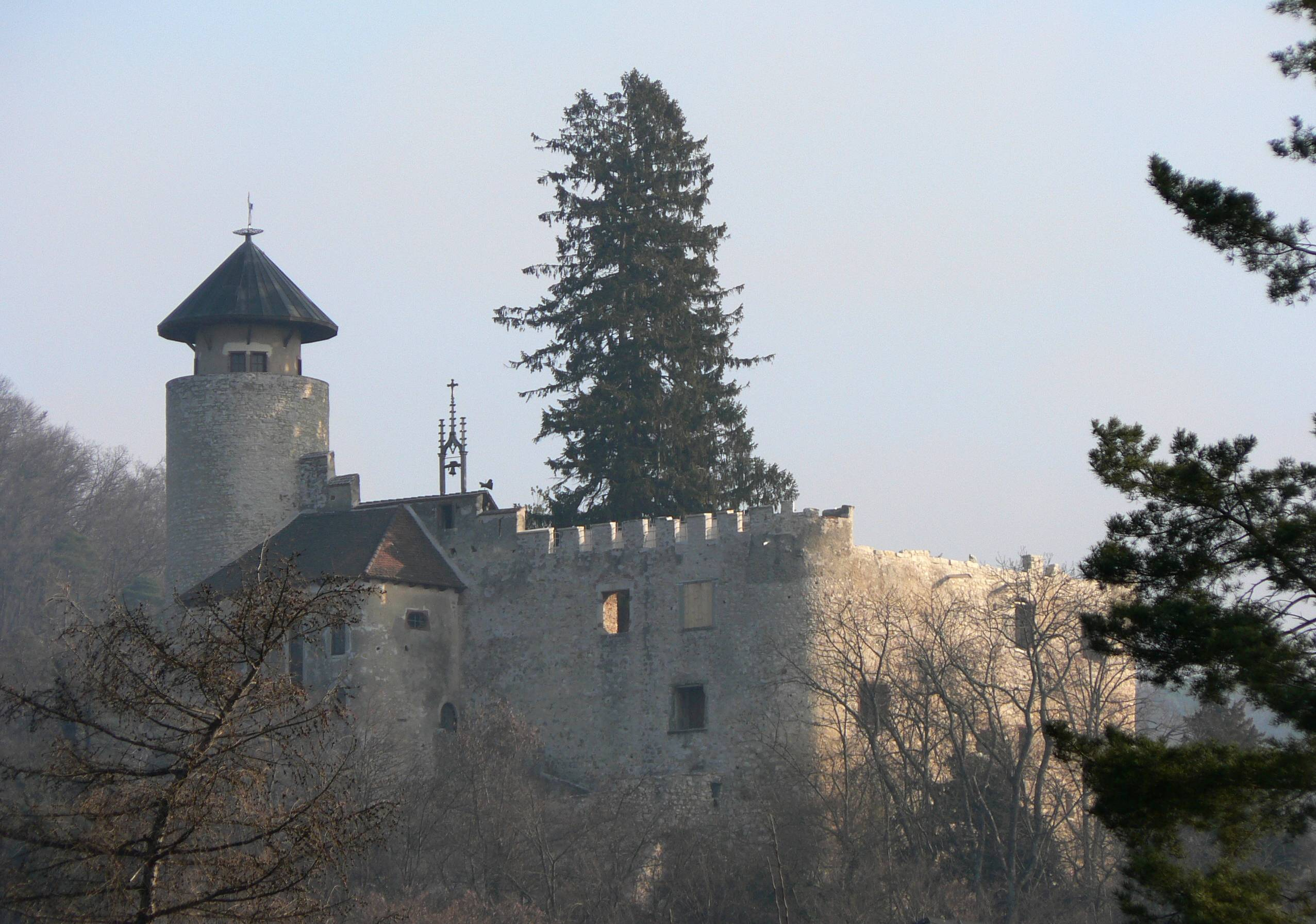
Замок Бирзек

Ещё одна баронская ветвь рода Андлау, называвшаяся по имени своего поместья Андлав-Бирзек, угасла в 1876 году вместе с последним своим мужским представителем бароном Францем Андлавом. Линия эта была основана Эрнестом-Фридрихом Андлау в 1660 году, правнуком которого был барон Конрад-Карл-Фридрих Андлау (23 декабря 1765 — 25 октября 1839). Последний состоял раньше на австрийской государственной службе, потом перешел в Модену, а затем — к великому герцогу Баденскому, поручавшему ему дипломатические миссии в Вену (1809) и Париж (1810). По возвращении занимал пост министра внутренних дел (1810—1813), а весною 1813 года был назначен придворным судьёй в Фрейбурге; с этого поста он был вызван союзниками на должность губернатора Франш-Контэ, откуда возвратился в Баден в 1817 году. Конрад-Карл-Фридрих Андлау оставил двух сыновей, Франца Ксаверия и Генриха-Бернгарда.